# Plouzélambre
Plouzélambre (tiếng Breton: Plouzelambr) là một xã của tỉnh Côtes-d'Armor, thuộc vùng Bretagne, tây bắc Pháp.